# Ponte di pietra (Ratisbona)
Il ponte di pietra (in tedesco Steinerne Brücke) si trova a Ratisbona, in Germania; attraversa il Danubio collegando il centro storico al distretto di Stadtamhof. Per oltre ottocento anni fino agli anni trenta del Novecento fu l'unico ponte che attraversava la città. Viene considerato un capolavoro di ingegneria medievale e uno dei simboli di Ratisbona.

## Descrizione e posizione
Il ponte di pietra si trova sul Danubio e collega il centro storico al distretto di Stadtamhof. È lungo 308.7 metri ed è composto da sedici archi. Alcuni dei suoi pilastri poggiano sul letto del fiume e altri sulle due isole del Danubio Oberer Wöhrd e Unterer Wöhrd. Delle due torri che erano un tempo presenti, ovvero quella centrale e quella meridionale, è rimasta solo quest'ultima. Il ponte presenta diverse decorazioni, tra cui le statue di Federico II di Svevia, Filippo di Svevia e quella della consorte di quest'ultimo Irene Angela. Dopo la sua fondazione vennero eretti due depositi del sale risalenti rispettivamente al sedicesimo e il diciassettesimo secolo. Nelle sue vicinanze si trova il ristorante Historische Wurstkuchl, che occupa un'area probabilmente adibita un tempo a mensa usata dagli operai che lavoravano al ponte. A est del ponte si trova il Museo della navigazione sul Danubio.

## Storia
Carlo Magno fece costruire un ponte di legno a 100 m a est dell'attuale struttura. Dal momento che si rivelò inadeguato e suscettibile all'acqua del fiume, si decise di costruire al suo posto un ponte in pietra. Il ponte di pietra venne eretto in soli sette anni, probabilmente tra il 1135 e il 1146; l'attuale estremità sud era forse occupata da un'antica porta cittadina. I lavori furono facilitati da un'estate insolitamente calda e secca nel 1135 che abbassò il livello dell'acqua nel Danubio. Secondo una leggenda, fu solo grazie al diavolo che fu possibile realizzare una struttura simile. Dal momento che questi aveva chiesto in cambio l'anima del primo ad attraversarlo, i cittadini ricorsero all'astuzia facendo passare per primi un cane, un gatto e un pollo.
Luigi VII di Francia e il suo esercito lo usavano per attraversare il Danubio durante la seconda crociata. Funse da modello per altri ponti in pietra eretti in tutta Europa tra il dodicesimo e il tredicesimo secolo: il ponte sull'Elba a Dresda (ponte Augusto); London Bridge, che attraversa il Tamigi a Londra; il ponte di Avignone, che unisce le due sponde del Rodano; il ponte di Giuditta (poi sostituito dal ponte Carlo), che attraversava il Moldava a Praga. Fu l'unico ponte a Ratisbona per circa 800 anni prima della costruzione del ponte dei Nibelunghi. Per secoli fu l'unico ponte sul fiume tra Ulma e Vienna, rendendo così Ratisbona un importante punto di riferimento commerciale e governativo. Nel corso di un'indagine archeologica eseguita nel 2009 vennero rilevati i segni di un incendio avvenuto durante il Medioevo.
Il ponte originariamente era dotato di una sua autonomia amministrativa. Il suo primo stemma lo raffigurava e risale al 1307. Per la manutenzione della struttura venivano fatti pagare dei pedaggi.
Quando, nel 1633, durante la guerra dei trent'anni, la quarta campata del ponte fu fatta saltare, venne sostituita da un ponte levatoio in legno. La struttura venne fatto riparare solo tra il 1790 e il 1791.